# Karol Frytz
Karol Frytz (ur. 2 lutego 1899 we wsi Gaj (niem. Hutweide), zm. 26 marca 1919 pod Magierowem) – podchorąży Wojska Polskiego, kawaler Orderu Virtuti Militari.

## Życiorys
Urodził się 2 lutego 1899 we wsi Gaj, w ówczesnym powiecie nowosądeckim Królestwa Galicji i Lodomerii, w rodzinie Karola i Anieli z Arendarczyków. Był bratem Władysława, który poległ w czasie I wojny światowej jako żołnierz armii austriackiej.
Karol ukończył szkołę powszechną w Nowym Sączu i tamże siedem klas w c. k. Gimnazjum I Wyższym. Prawdopodobnie był członkiem Związku Strzeleckiego. Jako uczeń klasy ósmej gimnazjum został zmobilizowany do armii austriackiej.
Od 1 listopada 1918 w szeregach odrodzonego Wojska Polskiego w składzie 3. kompanii I batalionu 1 pułku strzelców podhalańskich walczył na froncie wojny polsko-ukraińskiej. 23 stycznia 1919 wyróżnił się podczas wypadu na Wólkę Mazowiecką i 27 stycznia tego roku w ataku na Bełz. Szczególnie odznaczył się w walce pod Magierowem, gdzie „dowodząc plutonem w walce wręcz zdobył pozycje przeciwnika. Zginął ugodzony kulą podczas boju”. Za tę postawę został pośmiertnie odznaczony Orderem Virtuti Militari i mianowany podchorążym.
Był kawalerem.

## Ordery i odznaczenia
- Krzyż Srebrny Orderu Wojskowego Virtuti Militari nr 5814 – 15 listopada 1922[13][14][3]